# Barrio López Benítez
Barrio López Benítez est une ville de l'Uruguay située dans le département de Cerro Largo. En 2011, sa population est de 522 habitants.

## Géographie
Barrio López Benítez est située dans le secteur 11, 3 km à l'ouest de la ville de Melo.

## Population
| Année | Population |
| ----- | ---------- |
| 1985  | -          |
| 1996  | 195        |
| 2004  | 413        |
| 2011  | 522        |

,